# Greznár család

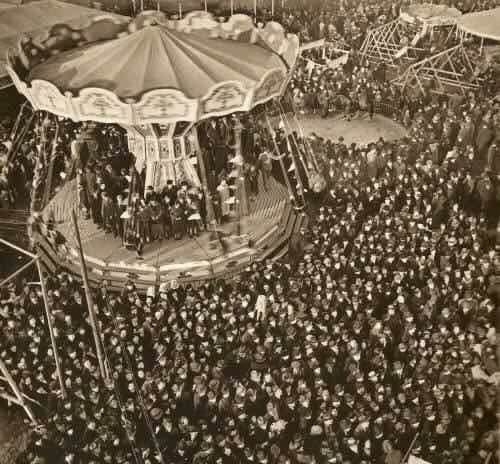
A régi búcsúkban sokkal többen szórakoztak

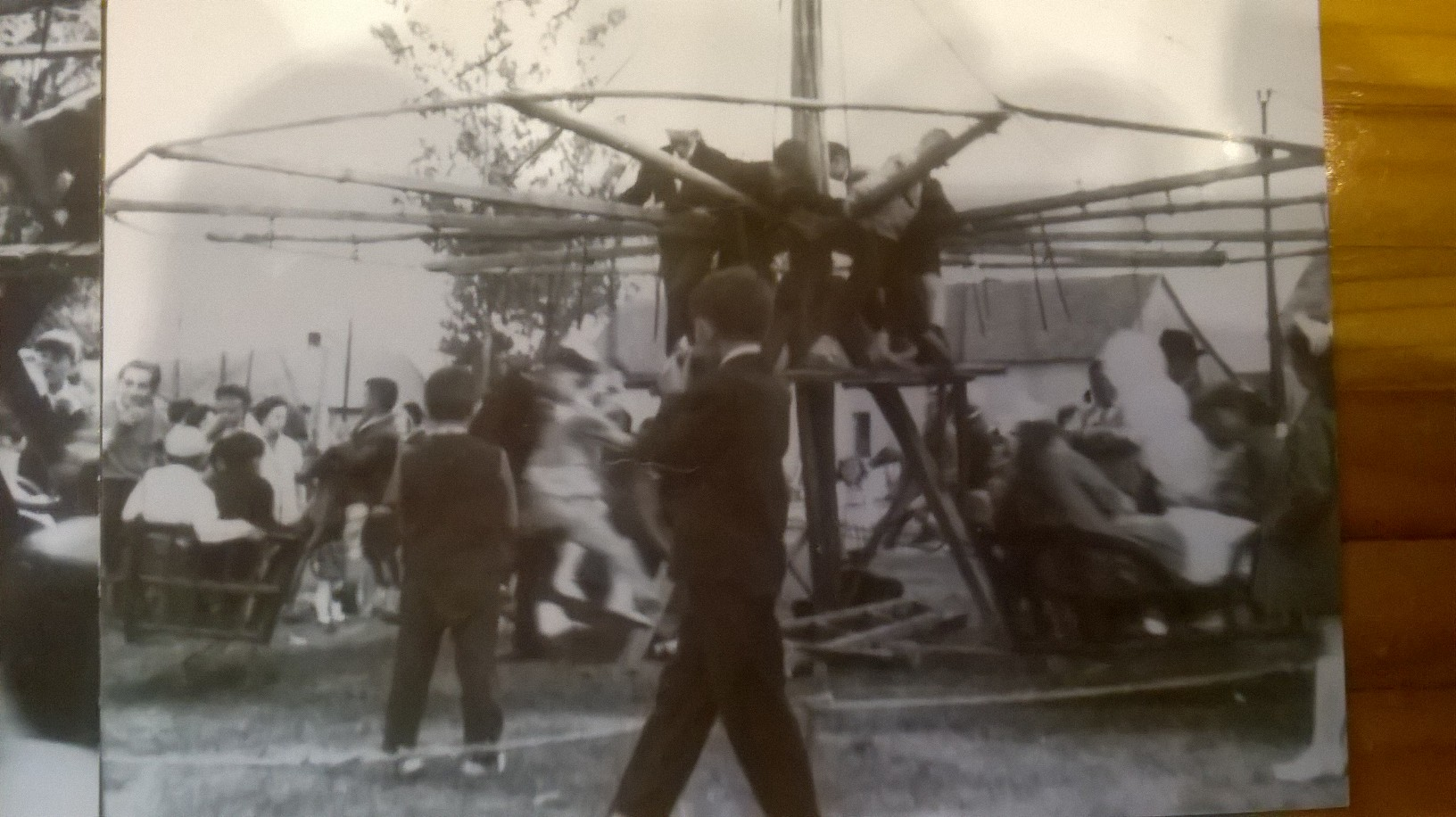
Gyerekek hajtották a hintát 5 menet hajtás után egyszer felülhettek, ez volt a fizetség a hajtásért

A Greznár család felvidéki származású, nagyon régi hintás család, nevük a vidámparktól elválaszthatatlan. A családi legendárium sok történetet megőrzött, szó van benne vándor színésznőről, utazó kereskedőről, de egy biztos, nagyapáik nagyszülei már  körhintások voltak. Azóta is minden családtag ezt a szakmát viszi tovább.
"Nagyapánk, Greznár Antal, a világháború pusztítása után saját kézzel, fáradságos munkával indította újra a hagyományt. Családot alapított, és az ötvenes évek közepére már több, a kornak megfelelő eszközzel járta az országot. Eredeti szépségében helyreállította azt a körhintát, amin száz évnél is idősebb üveggyöngy díszítések, bársonyra, aprólékos kézi munkával hímzett, csodálatos motívumok, és gyönyörű, német körhinta kézi manufakturában gyártott falovak vannak."
A tulajdonos Greznár családról a Néprajzi Múzeum 1980-ban és 2005-ben is filmet forgatott, múltjuk, jelenük állandó kiállításon tekinthető meg a múzeum kiállítótermeiben.
Ha egy férfi vagy nő családtag megházasodott, a családi körhintával kezdte vállalkozását. Ennek alsó részén Grimm-mesék részletei láthatóak, a felső rész tájképeit Holzwarth János Baja környéki templomfestő festette, és ezt a Kulturális Örökségvédelmi Hivatal 2007-ben védetté nyilvánította.